# Midila strix
Midila strix là một loài bướm đêm trong họ Crambidae.